# Сазонов, Николай Дмитриевич
Николай Дмитриевич Сазонов (5 [17] мая 1858 — 19 ноября [2 декабря] 1913, Санкт-Петербург) — русский государственный, общественный и земский деятель, член Государственной Думы 3-го созыва, землевладелец, коннозаводчик, «в должности гофмейстера» Высочайшего Двора, потомственный дворянин, православный.

## Биография

### Семья
Родился 5 [17] мая 1858 в семье отставного штабс-капитана Дмитрия Фёдоровича Сазонова и баронессы Ермионии Александровны Фредерикс.
21 января [2 февраля] 1885 г. Николай Сазонов женился на дочери надворного советника, дворянке Марии Михайловне Наумовой.
У Николая был младший брат Сергей (министр иностранных дел Российской империи в 1910—1916 гг.).
Но ни тот, ни другой впоследствии так и не обзавелись детьми, по причине чего стали последними представителями этой линии дворянского рода Сазоновых.
В 1898 году Н. Д. Сазонов стал крёстным отцом М. Н. Янтемира (Сазонова) (марийский учёный и общественный деятель). Известно, что несколько лет М. Н. Янтемир (Сазонов) жил и воспитывался в семье Сазоновых, а затем — после окончания Казанской духовной семинарии — стал священником.

### Ранние годы
Николай Сазонов получил домашнее воспитание. В справочных документах его образование обозначено как «среднее».

Был знаком с князем В. Д. Черкасским о чём свидетельствует его выступление в Государственной Думе:
Я обязан был упомянуть имя Черкасского, потому что я его взгляды хорошо знаю – я почти рос в его доме.
Один год слушал лекции в Казанском университете и Петровско-Разумовской академии в Москве.
1 июня 1879 года, выдержав испытания в Нижегородской военной гимназии, он поступил на службу в Лейб-гвардии конный полк рядовым (на правах вольноопределяющегося второго разряда), но уже 1 мая 1880 года, согласно прошению, был уволен в запас; дослужился только до чина унтер-офицера.

### Деятельность в Тамбовской губернии
Дальнейший период жизнедеятельности Н. Д. Сазонова оказался тесно связан с Тамбовской губернией, начальником которой в то время являлся барон А. А. Фредерикс.
9 сентября 1880 года был определён Тамбовским губернским правлением в число чиновников Канцелярии Тамбовского губернатора «для занятий по земскому столу» (с причислением «по происхождению» к первому, а «по воспитанию» ко второму разрядам). В 1881 году производил дознание в Моршанске «по делу Богданова». С 20 июля 1881 года откомандирован «для занятий» в Тамбовское губернское присутствие по крестьянским делам; 13 сентября был определён «без жалованья» младшим, а 1 января 1882 года назначен старшим чиновником особых поручений при Тамбовском губернаторе.
В декабре 1881 года на него было возложено заведование «просительным столом»; 4 февраля 1882 года он вновь стал младшим чиновником особых поручений, но уже «с жалованьем».
В 1882 году участвовал в ревизии Тамбовским губернатором Спасского, Темниковского, Елатомского, Шацкого и Моршанского уездов. В апреле 1882 года на него возложили «наблюдение за типографиями, фотографиями и книжною торговлею» в Тамбовской губернии.
В сентябре 1882 года стал исправляющим должность делопроизводителя Тамбовского местного управления Общества Красного Креста (в данном качестве он состоял до мая 1883 года). В том же году он производил ревизию делопроизводства Канцелярии Тамбовского губернского по крестьянским делам присутствия.
Указом Сената по департаменту герольдии от 31 марта 1883 года он был произведён в коллежские регистраторы со старшинством с 9 сентября 1881 г. (за выслугу лет).
Согласно собственному прошению, «по домашним обстоятельствам» 25 мая 1883 года Н. Д. Сазонов был уволен с должности младшего чиновника особых поручений с зачислением в штат чиновников Канцелярии Тамбовского губернатора. При этом начальником губернии ему была объявлена благодарность «за отлично-усердную службу».
После этого он перебрался в Казанскую губернию, поселившись в своём родовом имении в селе Красная Слобода.

### Деятельность в Спасском уезде Казанской губернии
8 октября 1883 года XIX очередным Спасским уездным земским собранием Н. Д. Сазонов был избран губернским гласным, а ровно через год — почётным мировым судьёй по Спасскому уезду на трёхлетие (утверждён в этой должности 28.05.1885; переизбирался в 1887, 1890, 1893 и 1897 гг.).
В своём отчёте Сазонов писал:
Пролить свет в сотни и тысячи умов тёмных людей, как русский крестьянин сам себя метко назвал, есть такая задача, для которой требуются многие десятки лет, перемена взглядов целых поколений и искоренение многих предрассудков и ложных толкований, к сожалению, часто поддерживаемых и людьми более просвещёнными.
Согласно прошению, 14 октября 1885 года он был уволен из штата Канцелярии Тамбовского губернатора «по домашним обстоятельствам» в отставку.
8 июня 1897 года чрезвычайным Спасским уездным собранием дворянства Н. Д. Сазонов был избран Спасским уездным предводителем дворянства на срок до общих выборов (утверждён в должности Казанским губернатором 11.06.1897).
В 1898 году он подал прошение об увольнении с должности почётного мирового судьи по Спасскому уезду, которое было удовлетворено указом Правительствующего Сената от 07.07.1898.
На заседании очередного Казанского губернского дворянского собрания 5 декабря 1898 года он выступил в поддержку заявления дворянина Д. А. Корсакова, касающегося упорядочения «нравственного состояния начальных народных училищ», приведя в его развитие ряд примеров «нежелательных явлений и действий со стороны инспекторов, в особенности по отношению к труженицам учительницам».
При этом Н. Д. Сазонов высказал своё убеждение, что «дворянскому сословию нужно прийти к ним как можно скорее на помощь и вообще поднять нравственный уровень этих школ».
В соответствии с высказанными на заседании замечаниями, в марте 1899 г. в уездах Казанской губернии «настоящему делу» было дано «соответствующее движение», а также возбуждены «подлежащие ходатайства» перед министром народного просвещения.
11 (23) декабря 1898 г. Н. Д. Сазонов был вновь избран Спасским уездным предводителем дворянства на трёхлетие с 1899 г. (утверждён в должности в день избрания).
12 (24) декабря 1898 г. он был избран очередным Казанским губернским собранием дворянства первым кандидатом на должность Казанского губернского предводителя дворянства.
Утверждён в должности Императором Николаем II 24 декабря 1898 г. (5 января 1899 г.).
Высочайшим приказом по ведомству министерства юстиции от 19 (31) мая 1899 г. Н. Д. Сазонов был произведён в надворные советники со старшинством с 9 (21) сентября 1897 г.
В январе 1900 г. XXXV очередным КГЗС он был избран и утверждён Казанским губернатором в должности попечителя Казанской губернской земской больницы (переизбирался и переутверждался в январе 1902 г.).
4 (17) марта 1900 г., на заседании Казанского губернского дворянского собрания, проходившем под председательством Н. Д. Сазонова, был обсуждён и принят текст всеподданнейшего ходатайства на высочайшее имя «о преобразовании средней школы», в котором говорилось, что:
Основанная на принципе классического обучения, средняя школа не достигла основной педагогической цели – дать гуманитарное воспитание подрастающему русскому поколению, а изучение древних языков, отнимая много времени и сил, не дало желаемых результатов. Слишком большое число часов занятий, при недостаточно удовлетворительном преподавании и почти полном отсутствии физических упражнений, – отзывается пагубно на здоровье подрастающего поколения.
Не развивая физически, современная школа задерживает и духовное развитие учащихся, так как не проводит во всём воспитании основ Христианского учения, а наоборот, – ставит молодой, неокрепший ум в постоянное противоречие с самим собою, препятствуя правильному развитию индивидуальных способностей и дарований.
Закон Божий преподаётся лишь как один из предметов учебной программы, тогда как он есть закон жизни.

Несовершенное владение родным языком и затруднение, с которым многие юноши излагают свои мысли письменно и устно, довершают выяснившееся нежелательное направление и постановку среднего образования.
16 (29) апреля 1900 г. общим годичным собранием членов Казанского отдела «Общества Красного Креста» был избран членом его Казанского местного Управления.
Высочайшим приказом по министерству императорского двора № 1 от 1 (14) января 1901 г. Н. Д. Сазонов был пожалован в звание камергера Двора Его Величества.
В октябре 1901 г. вновь избран почётным мировым судьёй по Спасскому уезду на трёхлетие XXXVII Спасским уездным земским собранием.
26 ноября (9 декабря) 1901 г. Советом Попечительства Императрицы Марии Александровны о слепых Н. Д. Сазонову «за оказанные особо выдающиеся услуги» было предоставлено пожизненное право ношения его золотого знака.
15 (28) декабря 1901 г. он был избран председателем Комиссии для разработки предложения об учреждении при губернском земстве фонда имени Императора Александра II, в задачи которого входил сбор средств с тем, «чтобы через 10 лет, ко времени празднования 50-летия со дня освобождения крестьян, можно было приступить ко всеобщему обязательному обучению» в Казанской губернии.
20 января (2 февраля) 1902 г. избран первым кандидатом на должность Казанского губернского предводителя дворянства на второе трёхлетие (утверждён 31 января (13 февраля) 1902 г.).
7 (20) августа 1902 г. Н. Д. Сазонова избрали почётным членом Чебоксарского уездного попечительства детских приютов ведомства учреждений Императрицы Марии.
29 сентября (12 октября) 1903 г. в заседании Совета Казанского отделения попечительства о слепых он был единогласно избран его вице-председателем.
16 (29) декабря 1903 г. Н. Д. Сазонова избрали членом Комиссии губернского земства по празднованию столетнего юбилея Императорского Казанского Университета.
Заметный интерес проявлял Н. Д. Сазонов и к проблеме образования инородцев, считая, что
задача инородческой школы – сблизить инородцев с русскими, научить их говорить на нашем языке и привить им культурные идеи нашего времени, уничтожить существующую национальную рознь и видеть в них своих братьев не только по одной вере, но и во всех остальных проявлениях общественной и государственной жизни.
В соответствии с занимаемой должностью губернского предводителя дворянства Н. Д. Сазонов стал также председателем КГЗС, положительно зарекомендовав себя на этом ответственном посту. Глубоко вникая в стоящие перед губернским земством сложные проблемы, он неоднократно выступал в поддержку мер, нацеленных на укрепление его экономического благосостояния, особо указывая на необходимость оказания содействия хозяйственному, образовательному и культурному развитию крестьянского населения. «Священнейшей задачей земских учреждений», — отмечал Н. Д. Сазонов, — является «попечение последних об экономическом положении края, и главнейшая цель эта не должна быть никогда упускаема из вида».
На посту председателя КГЗС он высказывался в поддержку целого ряда важных для жизни Казанской губернии нововведений, не забывая при этом лоббировать и интересы Спасского уезда. Так, например, Н. Д. Сазонов выступал в пользу мер, направленных на развитие кустарных промыслов (поддержав предложение об учреждении при Казанской губернской управе «центрального Бюро» для изучения рынков сбыта и подъёма кустарной промышленности), на организацию квалифицированной юридической помощи населению (порекомендовав передать «этот вопрос в Уездные Земские Собрания с предложением иметь при Уездных Управах присяжных поверенных»), а также на организацию мероприятий противопожарного характера.
В сентябре 1904 г. во время Русско-Японской войны высочайшим повелением Императора Николая II Н. Д. Сазонов был назначен главноуполномоченным по закупке в Казанской губернии и на приволжских и прикамских пристанях зернового фуража для Русской армии.
6 (19) декабря 1904 г. именным Высочайшим указом, данным Правительствующему Сенату, Н. Д. Сазонов был назначен в должность гофмейстера Высочайшего Двора (с оставлением в занимаемой должности).
14 (27) декабря 1904 г., по просьбе Н. Д. Сазонова, на заседании очередного КГЗС председательствовал предводитель дворянства Казанского уезда князь А. Н. Боратынский.
На очередном Казанском губернском собрании дворянства 19 января (1 февраля) 1905 г. Н. Д. Сазонов «за болезнью» отказался баллотироваться на третий срок, после чего и.д. Казанского губернского предводителя дворянства стал тот же князь Боратынский.
7 (20) мая 1905 г. Н. Д. Сазонов был утверждён в чине статского советника со старшинством с 19 января (1 февраля) 1905 г.
1 (14) июня 1905 г., на чрезвычайном Казанском губернском собрании дворянства, было подтверждено намерение Н. Д. Сазонова уйти с поста губернского предводителя, после чего новым губернским предводителем дворянства был избран С. С. Толстой-Милославский.
2 (15) июня 1905 г. Чистопольский уездный предводитель дворянства В. И. Якубович предложил:
«почтить службу бывшего Губернского Предводителя Дворянства Н. Д. Сазонова постановкою в зале Собрания его портрета».
«В. И. Якубович, обрисовал деятельность и понесённые Н. Д. Сазоновым труды на пользу сословия. Речь В. И. Якубовича вызвала аплодисменты членов Собрания».
Однако решение о постановке портрета Н. Д. Сазонова было отложено, в том числе, потому, что часть собравшихся, подобно дворянину Д. А. Булыгину, сочла это неудобным, так как:
«Портрет — это памятник, зачем же ставить памятник живому человеку».
В конце июня 1905 г., возражая А. В. Васильеву[уточнить], Н. Д. Сазонов высказался «против всеобщего равного избрания народных представителей» в Государственную Думу.
Кроме этого, Н. Д. Сазонов выступил против идеи принятия адреса с предложением «о скорейшем созыве народного представительства для решения вопроса о войне и мире с Японией».
Заявив, что «Казанское Дворянство хотя и маленькая единица в Государстве, но всё же она есть», он задался резонным вопросом: «Кто поручится, что подобный наш адрес или телеграмма не проникнет в заграничную печать, как там взглянут на такое сообщение»?
По мнению Н. Д. Сазонова, за рубежом могли бы интерпретировать это таким образом, «что Россия расшаталась, что она на краю гибели и что народ стонет, а такое заключение, несомненно, кроме вреда нашей родине ничего не принесёт».
В связи с этим он признал местное общество «остановиться, не посылать никакого адреса, никакой телеграммы, иначе это будет крупная ошибка, это позор на 300 лет, это пятно, не смываемое с Казанского Дворянства».
Речь Н. Д. Сазонова была встречена аплодисментами, и собрание «единогласно признало посылку адреса или телеграммы в настоящее время не своевременной».
В феврале 1906 г. Н. Д. Сазонов был избран чрезвычайным Казанским губернским собранием дворянства в состав специальной депутации, которой поручалось возбудить лично перед Императором Николаем II ходатайство «о предоставлении в Государственной Думе одного отдельного представительства от группы частных землевладельцев Казанской губернии» (аналогично тому, как таковое представительство было допущено «для землевладельцев общинников-крестьян»).
Причём, адресованная ему просьба войти в депутацию была весьма настоятельной, как к человеку, который является «уважаемым членом Собрания и деятельным Депутатом».
Однако Н. Д. Сазонов по состоянию здоровья вынужден был от этого отказаться.
16 февраля (1 марта) 1906 г. Н. Д. Сазонов в своём выступлении на чрезвычайном Казанском губернском собрании дворянства подчеркнул:
в настоящее время важнее всего умиротворение страны. ... Надо тушить пожар, а не рассматривать жалобы. На брандмайора всегда сыпятся и справедливые и несправедливые жалобы, но их рассматривать, пока ещё пожар не потушен, не время, тогда вся задача тушить скорее пожар… Нужна не критика, а содействие власти.
Выступая 17 февраля (2 марта) 1906 г. на заседании чрезвычайного Казанского губернского собрания дворянства, Н. Д. Сазонов говорил, что: «Развитие федеративного начала поведёт к распадению Государства».
Отметив, что «Россия как в прошлом находилась всегда в братском единении со всеми входящими в её состав племенами, также можно надеяться, будет продолжаться и в будущем», он указал на то, что «федеративные аппетиты» у окраин «появились лишь за последнее время — время смут».
10 (23) мая 1907 г. распоряжением министра внутренних дел Н. Д. Сазонов был причислен к МВД по департаменту общих дел.
В 1908 г. был избран на трёхлетие на должность предводителя дворянства Спасского уезда Казанской губернии (утверждён в ней Казанским губернатором 23 января /5 февраля/ 1908 г.), но уже 20 сентября (3 октября) 1908 г. распоряжением Казанского губернатора уволен в отставку, согласно прошению.
Будучи членом от земства Спасского уездного училищного совета, он взял на себя «труд наблюдать за успешным ходом занятий» в открытом в феврале 1884 г. при Красно-Слободском училище местной управой ремесленном отделении (первом в уезде), где детей обучали сапожному и башмачному делу.
Причём, именно согласие Н. Д. Сазонова на кураторство, а также близость села Красная Слобода к городу, и предопределили выбор земства в пользу тамошнего училища, а успех данного начинания послужил толчком к открытию, по примеру Красно-Слободского училища, ремесленных отделений при сельских училищах в других местах Спасского уезда.
Одновременно с этим Н. Д. Сазонов следил за состоянием дел в других сельских училищах Спасского уезда (Арбузово-Баранском, Бездненском, Полянском, Трёх-Озёрском, Щербетском и других), производя в них «испытания в знании» и представляя свои замечания и рекомендации по улучшению их деятельности Спасскому уездному земству.
Кроме этого, он принимал участие в решении вопросов устройства и улучшения деятельности земских больниц и школьных библиотек, активно участвовал в обсуждении мер «к поднятию экономического благосостояния населения Спасского уезда», являлся членом ревизионной, особой медицинской и чумной (от Щербетской волости) комиссий, и т. д.
Н. Д. Сазонов активно ратовал за развитие в Спасском уезде хозяйственно-технической помощи крестьянскому населению, настаивал на учреждении «агрономического института», усилении практической составляющей медико-санитарного бюро (сравнив его «с боевой походной канцелярией, готовой в каждый момент разгара эпидемии прийти на помощь уездным земствам своими знаниями, исследованиями и врачебными силами»).

### Избрание в III Государственную думу
В 1908 году, за отказом от депутатского звания кадета Н. П. Ефремова и октябриста Н. А. Мельникова, были назначены дополнительные выборы членов Государственной Думы от Казанской губернии.
15 (28) сентября 1908 года в Казанском губернском избирательном собрании (проходившем в помещении Губернского дворянского собрания при участии 99 выборщиков) Н. Д. Сазонов, состоявший выборщиком от «съезда землевладельцев» по Спасскому уезду (как обладатель личного ценза в размере 2541 десятины земли и сельский житель), был избран новым членом Государственной Думы. Причём, произошло это лишь после вторичной баллотировки «относительным большинством голосов», что в дальнейшем стало одним из поводов критики в адрес Н. Д. Сазонова со стороны его политических конкурентов.

### Деятельность в Государственной Думе

#### Участие в работе фракций и комиссий (общая информация)
В Государственной Думе Н. Д. Сазонов состоял в трёх фракциях:
- на протяжении второй сессии — во фракции умеренно-правых,
- третьей сессии — во фракции русских националистов,
- четвёртой и пятой — во фракции независимых националистов.

В Думе, Н. Д. Сазонов выступал довольно редко, и притом почти исключительно по вопросам государственной обороны. В виду больших связей он играл в своей фракции видную роль.
Как отмечал историк И. Е. Алексеев: «В целом эта оценка соответствовала действительности, однако следует заметить, что его деятельность в стенах российского парламента отнюдь не ограничивалась одними только оборонными вопросами и фракционными делами».
Н. Д. Сазонов являлся членом трёх комиссий:
- Комиссии по рабочему вопросу (председатель — барон Е. Е. Тизенгаузен) — во вторую (1908—1909 гг.) и третью (1909—1910 гг.) сессии,
- Комиссии по запросам (председатели — граф В. А. Бобринский «2-й», князь И. А. Куракин) — во вторую, третью, четвёртую (1910—1911 гг.) и пятую (1910—1911 гг.) сессии,
- Комиссии по государственной обороне (председатель — князь П. И. Шаховской) — в третью, четвёртую и пятую сессии.

#### В Комиссии по государственной обороне
При этом основным направлением его деятельности являлась работа в Комиссии по государственной обороне, в которую тогда входили такие известные деятели, как П. Н. Балашов, Ф. Н. Безак, А. И. Гучков, П. Н. Крупенский, Н. Е. Марков, А. Д. Протопопов, Н. В. Савич и другие.
То, что брат министра иностранных дел работал «на оборону», не было случайностью.
Учитывая газетные намёки относительно не афишировавшегося особого положения Н. Д. Сазонова во фракции русских националистов, с высокой степенью вероятности можно предположить, что он играл роль одного из передаточных звеньев в системе «теневого» правительственно-думского взаимодействия.

#### Выступления по аграрному вопросу
Ораторствовал Н. Д. Сазонов с думской трибуны нечасто, но, как правило, по существу. Судя по стенографическим отчётам, он неоднократно вступал в оживлённую полемику со своими коллегами «слева» — особенно, с кадетами и лично с П. Н. Милюковым.
Так, например, в заседании 17 (30) ноября 1906 г. Н. Д. Сазонов активно защищал от их нападок известный Высочайший указ от 9 ноября 1906 года, особо пройдясь с критикой по адресу сторонников отчуждения частновладельческих земель.
В заключение своего выступления, под «рукоплескания центра и правой», он произнёс в известной степени пророческие слова:
Господа, вы думаете, что нам не отвертеться от принудительного отчуждения. Но я скажу: дай Бог тем, которые защищают эту мысль, отвертеться от суда народа, от суда истории.
Свои взгляды на аграрную реформу уже до этого Н. Д. Сазонов в значительной мере раскрыл в выступлении 18 февраля (1 марта) 1906 г. на заседании Казанского губернского собрания дворянства. Признавая общину «отжившей свой век», он одновременно заявлял, что «такой вопрос, как уничтожение общины, требует десяток лет для своего разрешения и не может быть решён одним почерком пера». При этом Н. Д. Сазонов не разделял мнения о том, «чтобы аграрный вопрос в близком времени грозил революцией».
Крестьяне желают остаться на местах и только округлить свои владения.
Дворяне совершат патриотическое дело, если им помогут, уступив часть земли по нормальной оценке.
Этим скрепится и облечётся в нормальную форму союз крестьянского и дворянского сословий, представляющих собой крупное и мелкое землевладение.
Такая ликвидация дворянством части своих имений посредством уступки крестьянам полезна и самому дворянству, давая возможность погасить долговые обязательства и приступить к интенсивному хозяйству.
Кроме этого, он выступал за упорядочение деятельности Крестьянского и Дворянского банков.

#### Пропаганда идей русского национализма
Отвечая 20 февраля (3 марта) 1910 г. с трибуны Государственной Думы либералам во главе с П. Н. Милюковым, он сказал:
Господа, история, по своей природе, благодарна; она отмечает всё в смысле выдающегося служения своей родине, и ещё не так давно, в конце XVIII века, на троне сияла истинная царица национализма, окружённая своими Екатерининскими орлами. Мы знаем историю этой эпохи, мы знаем, до какой степени величия вознесла Екатерина Россию, а позвольте спросить, много ли было русской крови в этой Императрице? Мне кажется, что любой из инородцев, кто имеет свои светлые страницы в истории России, укажет на памятник  Барклая-де-Толли и Тотлебена, людей, служивших своей родине как дай Бог служить каждому. Они с вами не пойдут, они пойдут с нами: в этом ваше бессилие, в этом сила проснувшегося национального чувства и такая причина, по которой вы стремитесь расшатать национализм. Нет, господа, национальное чувство, чувство национальной гордости хорошо сживается с имперской идеей, и вам во веки веков не побороть его. (Рукоплескания справа; шиканье слева; звонок Председательствующего).

#### Борьба с либералами и социалистами
Одну из убедительных отповедей либералам Н. Д. Сазонов дал в своей речи на заседании Государственной думы 13 (26) февраля 1909 г., где обсуждался доклад Комиссии по запросам «по заявлениям № 51 и 52 о запросе Министру Внутренних Дел по поводу участия агента Департамента Полиции Азефа, в качестве члена сообщества социалистов-революционеров, в совершении ряда террористических актов». Выступив после ряда длинных речей, он метко сравнил кадетов с готтентотами:
Мы теперь сплошь и рядом слышим: если я сам украл, то это экспроприация – красивое слово – а если ты украл, то это воровство, мошенничество и гадость.
Одновременно он открыто обвинил самих кадетов в провокаторстве. Иронично указывая на разницу между теми лицами, которые «составляли программу будущих убийств, которые спокойно решали вновь вопрос о том, чтобы реками текла русская кровь в России», и теми, «которые просто сидели и безучастно, по-видимому, относились к этому», Н. Д. Сазонов заявил: «Да, я вам скажу, разница очень простая: первых — ожидает каторга и виселица, а вторых — солидный оклад 20-го числа и приятная перспектива относительно министерских портфелей. Кто из них больше виноват? (Рукоплескания справа)».
В ответ Н. Д. Сазонов получил также выкрик с места — «защитник Азефа», ответив на него, что защищает правду, «а правда никогда не бывает красноречива, но зато она бывает коротка».
В заключение своей речи он озвучил «формулу перехода к очередным делам со стороны партии умеренно-правых» следующего содержания:
Признавая объяснения Правительства удовлетворительными и исчерпывающими и выражая уверенность, что в борьбе с террором Правительство будет пользоваться всеми законными средствами, – Государственная дума отвергает запрос и переходит к очередным делам.
Не менее острой выдалась и дискуссия «по заявлению № 64 о запросе Министрам Внутренних Дел и Юстиции по поводу организации союзом русского народа, при содействии чинов полиции, боевых дружин и участия названного союза в подготовлении и совершении ряда преступлений», происходившая в заседании Государственной Думы 27 мая (9 июня) 1909 г. Выступив в качестве одного из членов Комиссии по запросам, Н. Д. Сазонов рассказал о том, как проходило рассмотрение данной проблемы, отнесённой им к числу вопросов, «к которым приходится, в виду недавно пережитого прошлого, подходить с крайней осторожностью, с полным самообладанием, не внося никаких личных, субъективных, острых взглядов». Затем, после несколько витиеватых рассуждений о революционных событиях и проснувшемся русском народе, он открыто заявил, что те созданные им дружины и союзы, «которые у нас именуются союзом русского народа», «есть не что иное, как самозащита государства от внешних и внутренних врагов его».
Произнеся, под неоднократные одобрительные возгласы и аплодисменты «справа», речь в защиту «Союза Русского Народа», Н. Д. Сазонов доложил собравшимся, что материалов, юридически доказывающих причастность к инкриминируемым убийствам его «центрального органа», не нашлось. Следовательно, как выразился Н. Д. Сазонов в ответ на высказывание одного из ораторов о наличии «юридического скелета» обвинения, «приходится причислить этот запрос к числу беспозвоночных животных, к какому-то мозгляку, но, во всяком случае, о юридическом скелете разговора быть не может». «В силу этого, — завершил он своё выступление, — я позволю себе, с своей стороны, доложить Думе, при всём моём желании и невзирая на то, что принципиально я был в числе тех лиц, которые принимали этот запрос, я в настоящую минуту твёрдо и убеждённо верю в то, что его надлежит отклонить. (Рукоплескания справа; голоса: браво)».
Любопытно при этом, что весной 1910 г. в селе Красная Слобода Спасского уезда Казанской губернии был открыт отдел СРН, председателем Совета которого стал местный священник о. Н. Д. Борисов, его товарищами (заместителями) — крестьянин А. В. Исаев и отставной унтер-офицер Г. А. Едалин, а секретарём — псаломщик И. М. Тагашевский. Кроме того, сохранилась датированная июлем того же года запись о регистрации в означенном селе Красно-Слободского отдела «Русского Народного Союза имени Михаила Архангела». Как предполагает историк И. Е. Алексеев, учитывая симпатии Н. Д. Сазонова к «союзникам», эти события вряд ли могли пройти мимо «доброго Краснослободского барина», как однажды (хотя и с известной долей иронии), назвал Н. Д. Сазонова известный казанский правый монархист Р. В. Ризположенский.
В заседаниях 9 (22) и 16 декабря (29 декабря) 1909 г. и Н. Д. Сазонов схлестнулся в Государственной думе с П. Н. Милюковым и Ф. И. Родичевым в связи с расследованием нашумевшего убийства начальника Санкт-Петербургского охранного отделения полковника С. Г. Карпова (произошедшего на Астраханской улице в Санкт-Петербурге в ночь с 8 (21) на 9 декабря (22 декабря) 1909 г. Менее чем за сутки с момента убийства кадеты внесли запрос относительно его «странных обстоятельств», что, по сути дела, представляло собой попытку осуществления политически выгодной для либералов интерпретации этого трагического события. Аргументировано отвергнув все доводы «интерпеллянтов» по поводу того, что убийство произошло «по неожиданному стечению обстоятельств», Н. Д. Сазонов выступил против спешности в данном деле, одновременно заявив, что «погибла новая честная жертва своего служебного долга».
«Вам, — обратился он к кадетам-„правдоискателям“, — нужно было, гг., другое: вам нужно было выпустить крылатое слово „провокация“, вам нужно было скорее забить в набат, вам нужно было, действительно, там, в глубине страны, пока ещё дойдут до неё точные известия, пока себе представят определённое понятие о свершившемся, вам нужно было опять взбаламутить это море; но вы, гг., этого не достигли; вы этого не достигли потому, что слишком мало представили доводов, и слишком запрос ваш, извините меня, оказался детски-необоснованным».
20 февраля (3 марта) 1910 г., при рассмотрении вопроса о смете министерства внутренних дел, Н. Д. Сазонов в нелицеприятных для «левых» и либералов выражениях высказался в поддержку деятельности МВД по укреплению порядка в стране. Касаясь при этом личности главы последнего — председателя Совета министров А. П. Столыпина, он, в частности, заметил, «что деятельность того государственного человека, того нашего русского гражданина, который волею Монарха был поставлен во главе Министерства Внутренних Дел, столь много привлекающего на себя всевозможных нападок, что деятельность его будет отмечена историей, и со временем всё то недовольство и упрёки, которые сыплются на его бедную голову, будут объяснены иначе, а не под влиянием минутного раздражения». Здесь же Н. Д. Сазонов открыто указал на то, что кадеты пытаются разыгрывать в своих политических интересах национальную карту. Отреагировав на думское «нападение» А. И. Шингарёва, он заявил, обращаясь к кадетам, что: «Вы стремились поссорить нас с теми многими миллионами честных, преданных своей родине, одинаково с нами проливавших кровь на полях битвы, инородцев, конечно, не с иной целью, как ослабить самую идею национализма, и, посеяв эту рознь, ослабить самую Россию».

#### Выступления по проблемам развития российского коннозаводства
Большую речь, произнесённую на заседании Государственной думы 19 марта (1 апреля) 1910 г., Н. Д. Сазонов посвятил проблемам развития коннозаводства.
Отметив, что « Россия по своему конскому населению является первой страной в мире», он подверг критике деятельность Главного Управления Государственного коннозаводства, аргументировано указав на множественные недостатки в его работе. При этом Н. Д. Сазонов сформулировал три главные цели, «которые Россия должна преследовать в государственном коннозаводстве».
В качестве первой из них он обозначил «улучшение рабочего сорта лошадей» («улучшение именно крестьянских лошадей, которые являются главным источником благосостояния нашего крестьянства, которые играют такую колоссальную роль в смысле его дальнейшего экономического благосостояния»).
«Вторая цель, — подчёркивал Н. Д. Сазонов, — это цель развития нашей военной мощи с помощью дарования нашей коннице хорошей кавалерийской лошади». При этом он обращал внимание на то, что: «Нигде в Европе никакая конница не сидит на таких прекрасных лошадях, как в Германии».
И, наконец, третья цель, по его мнению, должна была заключаться в грамотном разведении лошадей такой перспективной во всех отношениях отечественной породы, как орловский рысак.

#### Выступления по вопросам развития церковной жизни и духовного образования
Заметное внимание Н. Д. Сазонов уделял и процессам, происходившим в церковной жизни. Так, в заседании Государственной думы 5 (18) марта 1912 г. он поддержал предложение В. Н. Львова «относительно желательности скорейшего созыва церковного собора», а также солидаризировался с В. М. Пуришкевичем, отметив, что «переживаемое нами в области нашей духовной жизни время абсолютно ненормально».
Обратившись к представителям духовенства с просьбой не принимать его высказывания «за огульные обвинения, за огульную критику», Н. Д. Сазонов, тем не менее, весьма резко высказался по поводу нравственного и политического облика молодых священников, возложив основную долю ответственности за падение такового на духовные семинарии.
Кроме этого, он осудил практику бюрократического давления, оказываемого на вчерашних выпускников духовных учебных заведений. «В своих приходах, — отмечал Н. Д. Сазонов, — они чувствуют, что, несмотря на желание многих быть настоящими служителями алтаря и идти навстречу потребностям местного прихода, они чувствуют, что над ними висит, как дамоклов меч, воля одного человека, этого местного маленького обер-прокурора, то есть секретаря консистории. В данном случае я должен сказать, что эти маленькие обер-прокуроры, в сфере своего влияния в пределах губернии, чинят бесконечное и великое зло, то, что, мы видим, en grand совершается в Петербурге, то совершается и ими на местах».
Н. Д. Сазонов охарактеризовал состояние церкви и церковных дел, как «парализованное», «полупараличное», отметив, что она не может выбраться из него «в виду чересчур сильного вмешательства светской власти». И как результат — священники, у которых «руки опускаются» и которые «представляются в отношении исполнения своих высоких христианских обязанностей живыми трупами», и «духовно голодающий народ», что, «ища хлеба вместо камня, идёт и обращается ко всяким старцам, отцам, ко всяким братьям, которые ныне родятся на Руси, плодятся и множатся». «Если мы в настоящее время, — закончил своё выступление Н. Д. Сазонов, — единодушно и твёрдо не выскажем наших пожеланий, то, конечно, может настать час, когда решение этого вопроса повлечёт за собою значительно большие осложнения».
Следует отметить также, что ранее — во время работы второй сессии — Н. Д. Сазонов первым поставил свою подпись под «Заявлением 79 членов Государственной думы с протестом на действия председательствовавшего в 117 заседании Товарища Председателя Думы барона А. Ф. Мейендорфа», который 23 мая (5 июня) 1909 г. «призывом к порядку» подверг епископа Холмского и Люблинского Евлогия «мере дисциплинарного взыскания».
«Вся предшествовавшая думская деятельность владыки, — говорилось, в частности, в заявлении, — достаточно доказала его величайшую сдержанность, терпение и умеренность в суждениях. Не погрешил он против этих качеств и в то время, когда подвергся дисциплинарному воздействию председательствовавшего барона А. Ф. Мейендорфа. Всякий обратившийся к стенограммам убедится, что ораторы слева, в течение двух думских заседаний, систематически позволяли себе надругательство над православием, совершенно неслыханное. Все их выходки, однако, были допускаемы председателями совершенно невозбранно». Ввиду такой избирательной позиции, занятой бароном Мейендорфом, семьдесят девять депутатов выразили свой протест в связи с его действиями.

#### Выступления по вопросам использования бюджетных средств
Кроме этого, Н. Д. Сазонов выступал докладчиком по внесённому военным министром и представленному 1 (14) июня 1910 г. законопроекту «Об отпуске 15.517.678 рублей сверхсметно на удовлетворение кредиторов казны», который был принят Комиссией по государственной обороне и передан в Общее собрание Государственной думы.

#### Выступления по вопросу о студенческих забастовках
В заседании Государственной думы 9 (22) марта 1911 г. он произнёс речь по поводу ситуации со студенческими забастовками в вузах, подчеркнув, что «агитация политическая в пределах высших учебных заведений вещь абсолютно невозможная».

### Политическая деятельность в Казанской губернии и кампания по переизбранию на второй срок
Одновременно с деятельностью в Государственной думе, Н. Д. Сазонов (заинтересованный, ко всему прочему, в своём переизбрании на второй срок) активно включился в работу по формированию в Казани и одноимённой губернии нового политического лагеря — русских «националистов». Связи в высших сферах обеспечили ему создание профессиональной команды, а также более чем благосклонное отношение со стороны местной губернской администрации. В качестве основных «пиарщиков» Н. Д. Сазонова и будущей «националистической» организации выступили чиновник особых поручений по департаменту полиции МВД, публицист Б. П. Башинский, негласно откомандированный в Казань и публиковавшийся в «Казанском Телеграфе» под псевдонимами «Алин» и «Бэта», и редактор указанной газеты — талантливый журналист и преуспевающий издатель Н. А. Ильяшенко. Кроме этого, в качестве одного из подручных Н. Д. Сазонова выступил секретарь Казанского губернского собрания дворянства А. Е. Дубровский, являвшийся тогда товарищем (заместителем) председателя Совета Казанского «Царско-Народного Русского Общества».
Сам Н. Д. Сазонов не состоял избирателем по Казани, но, по версии своего политического оппонента — председателя Совета КЦНРО профессора В. Ф. Залеского, пройдя в Третью Государственную Думу лишь «относительным большинством голосов», на этот раз «пожелал обеспечить себе в губернском избирательном собрании нечто более прочное», для чего «решил всё-таки провести по этому городу в выборщики угодных себе людей». Однако, помимо возможных личных выгод, деятельность Н. Д. Сазонова по созданию «националистического» лагеря преследовала и другую цель, а именно — не допустить победы в Казани «оппозиционных партий», о чём А. Е. Дубровский позже писал в МВД Я. Я. Литвинову.
В результате интенсивных переговоров, сопровождавшихся массированными информационными атаками на политических оппонентов как «слева», так и «справа», «команде» Н. Д. Сазонова удалось объединить в Казани под знамёнами «националистов» правых октябристов и склонных к компромиссам черносотенцев, попутно расколов их организации.
4 (17) декабря 1911 г. был создан «Казанский Русский Избирательный Комитет», в состав которого первоначально вошли восемь человек, в том числе и Н. Д. Сазонов. Председателем Комитета КРИК на «первом совещании» 14 (27) декабря 1911 г. был избран (а по версии В. Ф. Залеского, «назначен» Н. Д. Сазоновым) правый октябрист профессор Н. Ф. Высоцкий, возглавлявший, в отсутствие заседавшего в Государственной думе профессора М. Я. Капустина, ЦК «Казанского Союза 17 октября» (КС17О).
31 января (13 февраля) 1912 г. в зале Казанского дворянского депутатского собрания состоялось учредительное собрание «Казанского Русского Национального Клуба» (КРНК) под председательством Н. Ф. Высоцкого, где Н. Д. Сазонов, по отзыву «Казанского Телеграфа», произнёс «блестящую вдохновенную речь». Управление КРНК, который возглавил тот же профессор Н. Ф. Высоцкий, осуществляло общее собрание, избиравшее Совет старшин. Одним из членов последнего стал и Н. Д. Сазонов, присутствовавший на целом ряде собраний казанских «националистов». «Заглавных» руководящих постов он не занимал, но, по большому счёту, именно Н. Д. Сазонов и являлся «теневым» организатором и координатором деятельности местных «националистических» структур.
Судя по сохранившимся фрагментам переписки Н. Д. Сазонова с Казанским губернатором М. В. Стрижевским, можно предположить, что последний был достаточно хорошо проинформирован о его действиях и действиях «националистов», при возникавших затруднениях следуя его советам.
Так, например, 28 июня (11 июля) 1912 г. В. Ф. Залеский, резко разошедшийся во взглядах с «националистами», в своём «конфиденциальном сообщении» в адрес М. В. Стрижевского открыто обвинил Б. П. Башинского в политическом авантюризме, а Н. А. Ильяшенко — в корыстолюбивых устремлениях, наносящих ущерб общему монархическому делу, призвав губернатора «избавить нас от беззастенчивого карьериста Башинского и тем дать возможность правым организациям создать действительный, а не фиктивный, предвыборный блок». Однако, благодаря Н. Д. Сазонову, должного действия эта просьба не возымела: «Если будут запросы о Башинском, — сообщал он в датированной 17 августа 1912 г. телеграмме на имя Казанского губернатора, — прошу ваше превосходительство принять во внимание, что раньше также писались неосновательные жалобы на него. Башинский крайне полезен».
Однако, несмотря на все «комбинации», и «националисты», и сам Н. Д. Сазонов, на финише избирательной кампании оказалась «вне игры», так как не учли субъективный фактор, а также переоценили внутрипартийные возможности правых октябристов. В результате нескольких «разводов» возникли три самостоятельных блока (КЦНРО, КРИК и «полевевший» КС17О). Октябристам удалось тактически обыграть всех соперников и провести от города Казани в Государственную Думу четвёртого созыва двух своих кандидатов — И. В. Годнева (будущего государственного контролёра в составе Временного правительства, со 2 /15/ марта по 24 июля 1917 г.) и протоиерея А. В. Смирнова (будущего члена Святейшего Синода, с апреля 1917 г.).
В результате путь Н. Д. Сазонова в российский парламент оказался закрытым, но всё же в известной мере «националисты» своей цели достигли, так как левее октябристов в него тоже никто не прошёл.
Вместе с тем, несмотря на поражение на выборах в Государственную думу четвёртого созыва, Н. Д. Сазонов по-прежнему имел в Казани мощные «тылы». Так, например, ещё 19 января (1 февраля) 1911 г. он был избран дворянством Казанской губернии вторым кандидатом на должность Казанского губернского предводителя дворянства. Однако особого желания возвращаться к губернским делам Н. Д. Сазонов, судя по всему, не испытывал. К этому времени он настолько укрепил свои позиции в столичных верхах, что уже летом 1912 г. газеты стали поговаривать о его возможном назначении губернатором в одну из приволжских губерний. Однако реального воплощения в жизнь эти слухи так и не получили.

### Кончина, погребение
Н. Д. Сазонов скончался в Санкт-Петербурге 19 ноября (2 декабря) 1913 г. в возрасте пятидесяти пяти лет.
Смерть наступила внезапно в семь часов утра от разрыва сердца.
Столичная газета «Новое Время» ежедневно публиковала короткие сообщения о прощании с Н. Д. Сазоновым.
Из них, в частности, явствует, что ежедневно в два часа дня и в девять вечера в домовой церкви министерства иностранных дел совершались панихиды по усопшему.
За три дня проститься с Н. Д. Сазоновым пришло немало известных государственных и общественных деятелей Российской Империи, что подчёркивало значимость этой фигуры.

На панихидах у гроба покойного был брат его, министр иностранных дел гофмейстер С. Д. Сазонов, вдова статс-секретаря О. Б. Столыпина, А. А. Столыпин, член Государственной Думы Чичагов, барон Фредерикс, барон Таубе, а также высшие чины министерства иностранных дел.
— «Новое Время» от 20 ноября (3 декабря) 1913 г.

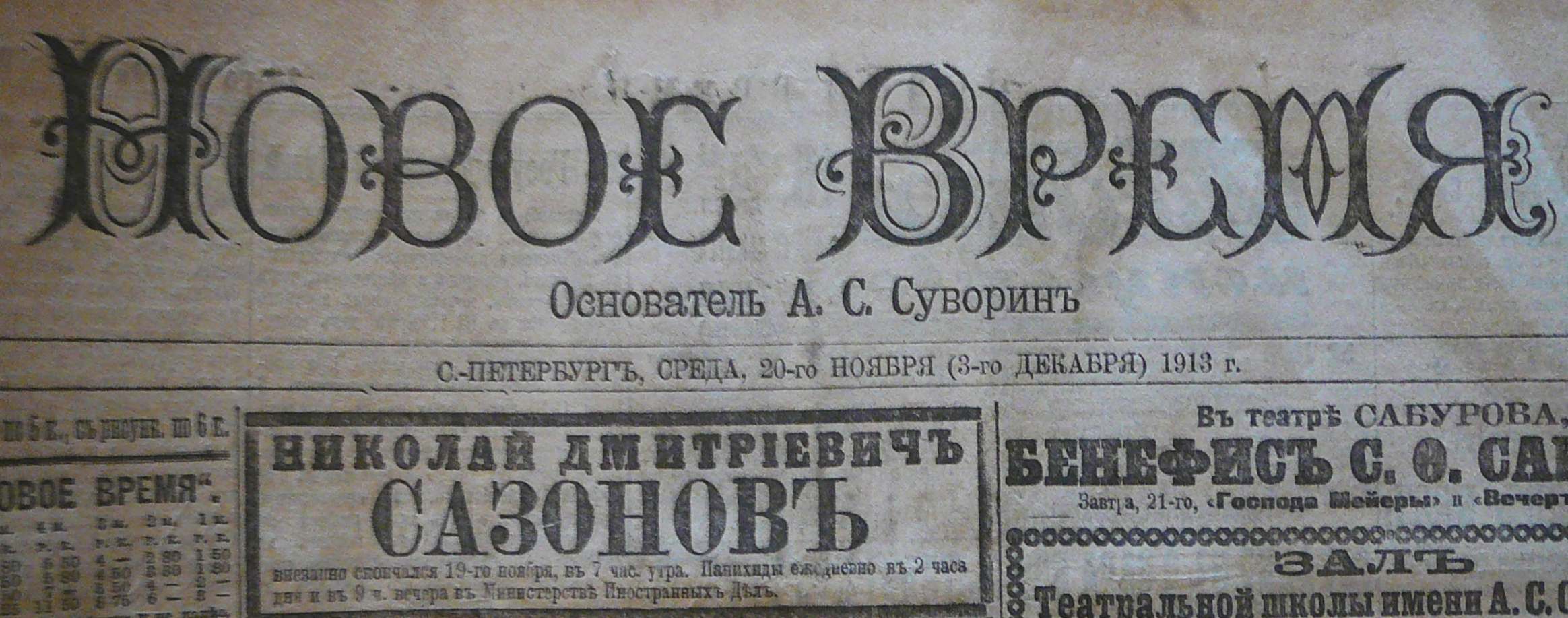
Фрагмент первой страницы газеты «Новое Время» от 20 ноября (3 декабря) 1913 г. с сообщением о смерти Н. Д. Сазонова

На отпевании, состоявшемся в той же церкви 22 ноября (5 декабря) 1913 г., присутствовали: « А. И. Гучков, члены Государственной Думы Крупенский и князь В. М. Волконский, бывший член Государственной Думы князь Шаховской, О. Б. и А. А. Столыпины, князь С. С. Абамелек-Лазарев, сенатор Д. Б. Нейдгарт, Ф. Ф. Безобразов, барон Фредерикс, А. Б. Нейдгарт, граф Д. И. Толстой, князь Урусов, французский посол при Высочайшем Дворе г. Т. Делькасэ, брат покойного министр иностранных дел гофмейстер С. Д. Сазонов».
В тот же день, после литии, тело Н. Д. Сазонова было перевезено на Николаевский вокзал для отправки в Москву и предания земли «в фамильном склепе на кладбище Новодевичьего монастыря».

К выносу в церковь собрались: брат покойного министр иностранных дел гофмейстер С. Д. Сазонов с супругою, вдова покойного, только что приехавшая в Петербург, член Государственного Совета Ю. В. Трубников, княгиня Абамелек-Лазарева, вдова статс-секретаря О. Б. Столыпина, А. А. Столыпин, А. И. Гучков, члены Государственной Думы Крупенский, князь И. С. Васильчиков, статс-секретарь Безобразов, барон Таубе и другие. На гроб Н. Д. Сазонова возложены венки: серебряный от казанского дворянства, от дворян Спасского уезда, от редактора «Казанского Телеграфа» и многие другие.— «Новое Время» от 23 ноября (6 декабря) 1913 г.

## Современники о Сазонове
Видный земский деятель Н. А. Мельников писал в своей книге, что:
Н.Д.Сазонов не проявлял особенного интереса к земским делам. Он вообще не имел облика местного деятеля, и предводительство было ему нужно, чтобы появляться в петербургских салонах в качестве лица, занимающего видный и ответственный провинциальный пост.
Исключение из гимназической программы основ русского законоведения и крайне поверхностное знакомство с прошлым и настоящим нашего отечества, равно ничтожное знакомство с естественными науками и новыми языками, – всё это, взятое в совокупности, лишает юношество самых необходимых знаний в жизни.
Однако сохранившиеся документальные свидетельства не дают никаких оснований считать такую оценку степени и мотивов участия Н. Д. Сазонова в земских делах объективной, однако намёки Мельникова по поводу его ориентированного на столицу «облика» имели под собой вполне конкретную почву.

## Увлечения
Н. Д. Сазонов был хорошо известен в качестве коннозаводчика.
В своём выступлении 19 марта (1 апреля) 1910 г. в Государственной думе, он заметил, что имеет честь быть русским коннозаводчиком «в течение, кажется, 27 лет».
При этом Н. Д. Сазонов подчеркнул, что из его конного завода «вышло около 40 призовых лошадей», хотя ранее в том же выступлении и зачислил себя скромно в «русские маленькие коннозаводчики».
Известно также, что Н. Д. Сазонов являлся Вице-президентом Казанского бегового общества.

## Награды
- Орден Святого Станислава 2-й степени (6 (18) декабря 1898 г.)
- Орден Святой Анны 3-й степени (3 (15) февраля 1899) г. с формулировкой: «В воздаяние усердной и беспорочной службы в должности Почётного Мирового Судьи Спасского уезда Округа Казанского Окружного Суда, в продолжении 12 лет сряду».
- Орден Святой Анны 2-й степени (1 (14) января 1901 г.)
- Орден Святого Владимира 4-й степени (6 (19) декабря 1905 г.) «как бывший Губернский Предводитель Дворянства»; за то, что в 1904 во время Русско-Японской войны Н. Д. Сазонову удалось за 10 дней скупить и сплавить в Самару миллион пудов качественного овса по цене всего 47 копеек за пуд.
- серебряная медаль «В память царствования в Бозе почивающего Императора Александра III» (26 февраля (9 марта) 1896 г.)
- серебряная медаль «В память Священного Коронования Их Императорских Величеств» за участие 26 мая (7 июня) 1896 г. в короновании Императора Николая II и Императрицы Александры Фёдоровны.
- золотой знак Красного Креста (26 февраля (9 марта) 1900 г.) «за труды по оказанию помощи населению, пострадавшему от неурожая».
- 4 (16) ноября 1899 г. предоставлено право ношения золочёного знака, как лицу, служащему «по детским приютам Ведомства учреждений Императрицы Марии».
- 18 (30) января 1900 г. «за содействие делу оказания трудовой помощи в лето 1899 года по Казанской губернии, постигнутой неурожаем» удостоился благодарности Императрицы Александры Фёдоровны.